# WWF Attitude
WWF Attitude est un jeu vidéo de catch professionnel basé sur l'univers de la World Wrestling Federation (désormais WWE) commercialisé par Acclaim Entertainment en 1999 initialement sur consoles PlayStation et Nintendo 64. Une adaptation sur Dreamcast et Game Boy Color a par la suite été commercialisée.
Il s'agit de la suite du jeu WWF War Zone et du dernier jeu vidéo WWF à être publié par Acclaim. La WWF signe un contrat avec THQ plus tard en 1999, mettant ainsi fin au partenariat avec Acclaim. Par la suite, Acclaim signe un partenariat avec la Extreme Championship Wrestling, et développe deux jeux en son nom intitulés ECW Hardcore Revolution et ECW Anarchy Rulz.

## Système de jeu
La jouabilité du précédent opus WWF War Zone a, en majeure partie, été conservée. Le joueur exécute des prises de catch sur son adversaire en pressant un-à-un les boutons qui lui permettent cette possibilité. Une jauge de santé indique jusqu'où le catcheur peut combattre ; si cette première atteint le rouge, il lui reste peu de santé. L'ancien Challenge Mode a été remplacé par Career Mode permettant au joueur de combattre avec un catcheur de la WWF. Le joueur se bat d'abord dans des matchs simples et se forment une réputation à RAW, puis dans des pay-per-view et finalement dans des matchs qui lui donneront la possibilité d'obtenir des titres European, Intercontinental et WWF. De nouveaux types de matchs ont également été inclus, dont First Blood et I Quit.
D'autres nouveautés depuis WWF War Zone incluent un mode Create-A-Stable et un mode Pay-Per-View, permettant au joueur de personnaliser ses matchs - le nom et l'arène. Le jeu inclut une option d'arènes personnalisables dans laquelle le joueur peut choisir la couleur des lumières, des cordes du ring et le logo à mettre sur le côté du ring, notamment. La création d'un catcheur personnalisable s'est également améliorée. Le joueur peut choisir un surnom, un thème d'entrée et des commentaires à éditer. La version Game Boy Color est légèrement différente comparée à ces adaptations sur consoles ; elle utilise des mots de passe pour sauvegarder les parties.

## Développement
Acclaim a ajouté les entrées complètes des catcheurs depuis le dernier opus WWF War Zone. Les commentaires durant les matchs ont été enregistrées avec l'accord de Jerry « The King » Lawler et Shane McMahon. Dans le précédent opus, les commentateurs présentaient les catcheurs au début du match ; dans WWF Attitude, les catcheurs disent leurs propres commentaires avant le début d'un match. La version Dreamcast a été commercialisée quelques mois après la sortie des versions PlayStation et Nintendo 64, à peu près en même temps que la sortie du premier jeu WWF de THQ, WWF WrestleMania 2000 et a été graphiquement amélioré comparée aux versions PlayStation et Nintendo 64.

## Accueil
Le jeu a été bien accueilli par l'ensemble des critiques et rédactions. IGN attribue à la version Nintendo 64 un 8,7 sur 10 et un 8,3 pour la version PlayStation, mettant en avant les nombreux modes de gameplay et les options de personnalisation,. La version PlayStation est l'un des jeux les mieux vendus au Royaume-Uni en 1999. La version Dreamcast, commercialisée quelques mois après, ne s'est pas autant amélioré selon les critiques,. La version Game Boy Color a été critiqué pour son gameplay simple et trop facile.